# Jean-Baptiste-Hippolyte Sarthou
Jean-Baptiste-Hippolyte Sarthou CM (chinesisch 都士良; * 24. April 1840 in Doazit, Königreich Frankreich; † 13. April 1899 in Peking) war ein französischer Geistlicher und Missionar.

## Leben
Sarthou legte am 2. Juli 1863 seine Profess bei den Lazaristen ab und wurde am 27. Mai 1866 zum Priester geweiht. Er wurde in die Chinamission entsandt.
Papst Leo XIII. ernannte ihn am 16. Januar 1885 zum Titularbischof von Myriophytos und Apostolischer Vikar von Südwest Chi-Li. François-Ferdinand Tagliabue CM, Apostolischer Vikar von Nord Chi-Li, spendete ihm am 26. April 1885 in Chengting die Bischofsweihe. Am 6. Juni 1890 ernannte der Papst ihn zum Apostolischen Vikar von Nord Chi-Li.